# Acoustique musicale
L'acoustique musicale est le domaine de l'acoustique consacré à l'étude des sons musicaux et leur mode de production par les instruments de musique et la voix.

« La musique est une science qui doit avoir des règles certaines ; ces règles doivent être tirées d’un principe évident, et ce principe ne peut guère nous être connu sans le secours des mathématiques. »

— Jean-Philippe Rameau, Traité de l'harmonie réduite à ses principes naturels, 1722.
Née du souci de relier la tradition musicale, principalement de la musique savante, à l'esprit scientifique, l'acoustique musicale fut l'un des premiers champs d'investigation de l'acoustique.

« Nous n'avons pas l'intention de mettre en cause la validité des travaux des nombreux chercheurs qui se sont consacrés à l'acoustique musicale, mais nous serions plus à l'aise s'ils n'étaient pas réunis sous une dénomination aussi équivoque. Accoler un substantif qui relève des sciences physiques avec un adjectif qui relève d'un art, a de quoi, en effet, faire frémir de crainte devant le danger de se voir entraîner, par la vertu formelle d'un vocable un peu légèrement adopté, vers les pires malentendus. »

— Pierre Schaeffer, Traité des objets musicaux, 1966, p. 159.
L'acoustique musicale comprend :
- des études mécaniques, quand il s'agit d'étudier les corps vibrants qui sont à l'origine des sons, dans les instruments de musique et dans la voix humaine ;
- de l'acoustique, lorsqu'elle étudie les ondes stationnaires dans un tuyau, par exemple d'orgue, ou les propriétés physiques des ondes sonores qui se propagent dans l'air : intensité, fréquence (fondamentale et partiels), timbre, évolution temporelle ;
- de la psychoacoustique, quand elle s'intéresse à la perception de ces sons, indépendamment des questions d'esthétique musicale.

Par rapport aux sons de la parole, les sons musicaux utilisent une plus grande partie des fréquences audibles ; ils évoluent aussi moins vite, ce qui favorise la différenciation de la hauteur tonale, et suivant un rythme. Ils se différencient des bruits principalement par leur structure et par l'attention positive que leur portent les auditeurs.

## Le son musical
Le son musical se distingue essentiellement du bruit par le fait qu'il est organisé, comme la parole, et de celle-ci en ce que son organisation ne se réfère pas à des signifiants. La théorie de la musique note les sons musicaux avec quatre caractéristiques :
- la durée,
- la hauteur[3],
- l'intensité,
- le timbre.

La durée, la hauteur et l'intensité sont corrélées à des grandeurs physiques, dont on perçoit la différence suivant une échelle géométrique, c'est-à-dire que deux intervalles sont jugés égaux lorsque la grandeur est multipliée par la même valeur. Dans chaque cas, on a établi des échelles logarithmiques qui permettent de remplacer ces multiplications par des additions.

### Durée
La durée d'un son musical est le laps de temps pendant lequel on peut identifier ses vibrations (les sons pouvant évidemment durer plus ou moins longtemps).
La théorie de la musique occidentale savante décrit la durée par une pulsation régulière, dite battue en fréquence (battements par minute), et les durées relatives des sons suivant une échelle géométrique basée sur le rapport 2. Une blanche dure le temps de 2 noires et une noire dure le temps de 2 croches. Des notations particulières permettent de représenter d'autres durées.
Pour beaucoup d'instruments, le musicien ne détermine que le moment et l'intensité de l'attaque de la note, qui décroit ensuite indépendamment de sa volonté. L'attaque constitue aussi un élément beaucoup plus significatif pour l'auditeur que la fin du son. Le rythme est la structure du placement temporel des attaques. La durée pertinente, en ce cas, est celle entre deux attaques successives.
De même que l'on dira que le temps peut nous paraître plus ou moins long, la perception des valeurs de durée, qui nous paraît aller de soi, est en fait fort relative : en général l’exécution métrique des notes ne convient pas à une sensibilité musicale. Ces problèmes d'interprétation intéressent la musicologie mais la modélisation du mouvement réel de la musique telle qu'elle est jouée, avec des instruments, en général à partir d'enregistrements, est plus un problème de mathématiques que d'acoustique musicale.

### Hauteur
La hauteur d'un son pur correspond à sa fréquence de vibration, que l'on mesure en hertz (nombre de vibrations périodiques par seconde). Plus la vibration est rapide, plus le son est dit aigu ou haut; plus la vibration est lente, plus le son est dit grave ou bas. Les sons musicaux sont des sons complexes, qui contiennent plusieurs fréquences, approximativement multiples d'une fréquence dite fondamentale. Cette fréquence détermine la perception de la hauteur, même si elle est faible ou absente et que le son ne présente que ses multiples.
La reconnaissance de la hauteur est la plus précise pour des sons d'une durée au-delà de une demi-seconde pour l'homme. Dans ces conditions, elle est de l'ordre de 1 savart (ou 5 à 10 cents) pour les fréquences les mieux discriminées, vers 1 500 Hz (Sol 5). Pour des sons plus brefs, le seuil de perception de la différence entre deux notes augmente. Un son très bref n’a pas de hauteur définie (sans doute parce qu'il n'a pas non plus de fréquence définie) et est qualifié par les acousticiens de « claquement ».
Les hauteurs de notes musicales s'étendent d'environ 30 Hz à environ 5 kHz (la fréquence fondamentale de la note la plus aiguë du piano est d'environ 4,2 kHz). Les fréquences audibles s'étendent (au mieux) jusqu'à 20 kHz, mais au-delà d'une fréquence fondamentale de 5 kHz, l'oreille discrimine très mal les sons qui ne diffèrent que par leur fréquence. Ces fréquences supérieures participent à l'impression de brillance du timbre.

### Intensité
L'intensité d'un son (on dit aussi la force) est la caractéristique permettant de distinguer un son fort d'un son faible ; les musiciens parlent de nuances pour exprimer la dynamique créée par les différents niveaux d'intensité. Il s'agit, en termes scientifiques, d'une grandeur liée à la valeur efficace de la pression acoustique. Pour des raisons de commodité, on l'exprime en général en décibels, c'est-à-dire par le logarithme du rapport des puissances de celle de la vibration à celle d'un son à peine audible. Dans un concert de musique classique, le niveau sonore de la salle après que le chef a demandé le silence, peut descendre aux environs de 30 dB SPL ; au moment des fortissimi de l'orchestre, le niveau atteint 120 dB SPL.
L’appréciation de l’intensité est corrélée à la fréquence et ne dépend donc pas uniquement de l’énergie vibratoire : l’intensité perçue s’évalue par une unité sans dimension, appelée phone. Cette unité caractérise les niveaux de perception équivalente de l’intensité, ce que l’on dénomme l’isosonie d’un son ou d’un bruit. Cette échelle de mesure, subjective, la sonie, est une dimension psychoacoustique, c'est-à-dire propre à la perception. Dans cette dimension, comme dans celle de la hauteur, un son doit avoir une durée suffisamment longue pour que son intensité soit correctement appréciée ; un son d'une durée de moins d'une seconde est apprécié à une sonie inférieure à celle qu'il aurait, avec la même puissance, s'il durait plus. Pour 0,06 seconde (une triple croche à 120 la noire) la sonie est divisée par deux.
Des effets de masque agissent aussi sur la perception de la sonie. Un bruit continu perçu en même temps qu'un son musical réduit sa sonie ; un son intense, terminé peu avant un autre son, réduit la sonie de ce dernier, de même qu'un son intense et durant plus de 0,2 s survenant moins de 0,04 s avant lui. L'effet est d'autant plus marqué que le spectre du son masquant est proche de celui du son masqué.

### Timbre
Le timbre d'un son est en quelque sorte la couleur propre de ce son. Il varie en fonction de la source sonore, et ceci, indépendamment des trois premières caractéristiques. Du point de vue acoustique, le timbre est une notion très complexe qui dépend de la corrélation entre la fréquence fondamentale, et les harmoniques (ou partiels suivant leurs rapports avec la fréquence fondamentale). L'intensité respective de chaque harmonique est déterminante dans la caractérisation du timbre. Plus les fréquences de ces harmoniques sont proches des multiples entiers de la fréquence fondamentale, plus le son est pur ou harmonique (clavecin). Plus elles s'éloignent des multiples entiers, plus le son est inharmonique (triangle, cloche).
Le timbre dépend également de l'attaque du son, qui est d'une grande importance dans le message musical. D'un point de vue musical il occupe également une place très importante pour l'articulation. L'étude de l'attaque passe par celle des transitoires d'attaque, qui la caractérisent. Le timbre et l'attaque des sons nous permettent par exemple, d'identifier sans le voir un instrument de musique quelconque, reconnaître au téléphone la voix d'une personne familière avant que celle-ci ne se soit présentée. Plusieurs expériences en laboratoire ont montré que certains sons instrumentaux dont l'attaque est supprimée deviennent totalement impossible à reconnaître du point de vue de leur timbre.

## Rationalisation et mathématisation de la musique

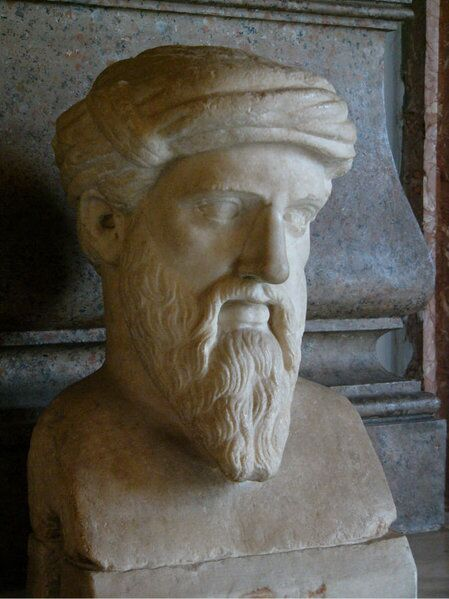
Pythagore, théoricien du rapport entre musique et fractions.

Les propriétés de l'onde sonore furent mises en valeur par les Grecs, maîtres de l'architecture des théâtres et premiers « expérimentateurs » des relations numériques entre longueur de la corde vibrante et hauteur du son.

### Le monocorde
Dans cette expérience, la vibration est mathématiquement reliée à la hauteur du son par des valeurs numériques. Communément attribuée à Pythagore, la relation numérique entre la longueur d'une corde vibrante et les hauteurs musicales renvoie aux conceptions mystiques que les Grecs se faisaient de la puissance des nombres.
De fait, la théorie grecque de l'essence de la musique considérait que la beauté (notamment musicale) est tout entière contenue dans la proportion, et donc dans le nombre.
De façon totalement empirique, les pythagoriciens ont découvert cette notion essentielle de rapport entre grandeurs physiques et hauteurs des sons musicaux, à l'aide de cette corde tendue le long d'un résonateur, instrument qui sera appelé par la suite, monocorde.
Cet instrument fut donc un des premiers dispositifs de « recherche musicale ». Si la corde tendue est maintenue à une tension constante, sa vibration émet un certain son. En divisant la corde par un coin (sorte de chevalet), on élève la fréquence du son émis, le son est plus aigu. Afin de ne pas faire d'anachronisme, il faut cependant souligner que les Grecs anciens ignoraient que la hauteur du son est fonction de sa fréquence. Cela ne sera établi qu'au XVIe siècle[réf. nécessaire].

### La proportion
Le rapport entre la longueur totale et la portion de corde pincée établit certaines relations exprimées sous forme de fractions, qui correspondent à des intervalles musicaux (1/2 = octave ; 2/3 = quinte ; 3/4 = quarte ; 4/5 = tierce majeure ; 5/6 = tierce mineure). On sait aujourd'hui que ces relations fractionnaires proviennent de la nature physique des ondes sonores, qu'elles expriment la périodicité des sons musicaux et la décomposition harmonique qui en résulte.
Une échelle musicale fut ainsi bâtie sur le raisonnement, en multipliant par 3/2 la fréquence fondamentale, c'est-à-dire en réalisant une échelle en quinte parfaite, réduite à l'intérieur d'un intervalle de quarte (et non sur une échelle octaviante comme la nôtre). Des chercheurs ont émis l'hypothèse que ce choix avait été dicté de façon pragmatique par les intervalles des quatre cordes de la lyre. En fait, la notation grecque utilise des centaines de signes qui sont totalement impénétrables à nos esprits aujourd'hui habitués à une échelle qui repose sur l'octave.
Ni la précision des instruments ni la discrimination auditive n'ont pu atteindre la finesse des intervalles ainsi dévoilés par le seul calcul. Pour la première fois la rationalisation du calcul mathématique prenait une place importante dans la phase de modélisation musicale. L'univers des mathématiques, rationnel, permettait de correspondre avec cet autre univers, irrationnel, celui de la création, en principe réservée dans la mythologie grecque à des divinités.

### Décomposition harmonique
La théorie des harmoniques qui se déduit de ces relations numériques, date de Gioseffo Zarlino. Dans ses Institutioni harmoniche, en 1558, il apparaît comme le premier théoricien de l'accord parfait. Sa vision du vertical annonce toute la musique baroque et la progression vers la tonalité. Son traité est contemporain du traité des proportions d'Albrecht Dürer (1528). Tous deux offrent à l'artiste un statut de chercheur, capable de diriger sa composition vers une perception particulière.
La théorie fut reprise par Descartes (1618, Musicae Compendium) et surtout par Joseph Sauveur (1653-1716). Sauveur est un scientifique qui a pressenti l'application musicale d'une décomposition harmonique ; mais c'est à Jean-Philippe Rameau que revient la paternité du Traité de l'harmonie réduite à ses principes naturels (1722) qui crée la science harmonique, la science des accords. La théorie musicale de Rameau fonde la pratique de la composition : en expliquant le principe de renversement des accords, il démontre l'invariance de « l'état fondamental ». Cette évolution vers la simplification permit la mise en place de la basse continue et un nouveau traitement de la dissonance. Elle contient en germe les forces directrices de rationalisation de la tonalité mises en place à l'époque baroque : la réduction de l'accord à une superposition de tierces (accord parfait), permet de contenir l'ensemble de la gamme autour de trois accords pivots (I / IV / V).

## La perception de la musique
Les paramètres du son n'en font pas la caractérisation. La psychoacoustique étudie ces liens entre les paramètres sonores et les attributs perceptifs. On comprend alors que les attributs perceptifs de la musique sont surtout le résultat d’un mécanisme de décision au niveau neurophysiologique.
Le contrôle des attributs perçus peut s’effectuer aujourd'hui de manière indirecte par des outils de plus en plus performants (l'ordinateur et la synthèse sonore entre autres). Ces outils nous fournissent, sur les états et les transformations physiques des phénomènes, des renseignements plus assurés que la référence à la source énoncée auparavant dans la confrontation subjective d’auditeurs témoins. La perception qui se situe plus dans l’histoire subjective[réf. nécessaire], ne permet plus que l’expérimentation se suffise d’une soi-disant collaboration avec nos sens pour atteindre à l’objectivité scientifique.
En tant que véritable science « objective », l’acoustique musicale va mettre plusieurs décennies à s’installer. Aujourd'hui, les modèles reconnus vont permettre d'analyser certains phénomènes qui ont une part prépondérante dans la perception de la musique.
L'acoustique musicale, grâce à la synthèse sonore, a ainsi pu mettre en relief certains phénomènes particuliers d'interprétation psychoacoustique : les illusions auditives. Ces illusions ont été particulièrement étudiées par John Chowning puis par Jean-Claude Risset, chercheurs et compositeurs, qui, à l'aide de l'ordinateur ont créé plusieurs formes d'illusions intégrées dans leurs œuvres.

### Fusion
Certains phénomènes sensibles et la plupart des phénomènes musicaux sont par nature plus difficiles à représenter et donc à modéliser. Ce sont par exemple les phénomènes de fusion qui mesurent l’instant où l’ajout de vibrations sinusoïdales fait passer le complexe sonore d’une image harmonique à une image timbrale. La fusion auditive ne s’opère que dans la mesure où ces phénomènes possèdent un certain degré de cohérence qui permet de distinguer intuitivement les proportions mathématiques et la logique propre aux modulations des fréquences harmoniques contenues à l’intérieur de cette masse sonore.
Ces représentations sont délicates dans la mesure où fusion et cohérence ne sont pas des phénomènes sensibles du premier degré (appartenant donc à notre conscience primaire).
Comment alors fusionner ou séparer ? Le compositeur essaye de créer une représentation telle que l’auditeur fusionne ce qui est en soi cohérent par rapport à notre environnement habituel, ou il peut chercher à séparer les perceptions en introduisant des états incohérents, des effets de discontinuités à l’intérieur du bloc sonore ou instrumental. La mise en pratique du phénomène de fusion et celle de sa contrepartie, le phénomène de ségrégation mélodique, remontent à des temps anciens. Les suites pour violoncelle seul de Johann Sebastian Bach recourent souvent à cet artifice pour donner une illusion de polyphonie. Bach y enchevêtre deux lignes mélodiques ; si le tempo est assez rapide la musique est perçue comme étant composée de deux lignes séparées.
Avec l'ordinateur et la synthèse sonore on a pu franchir un cap supplémentaire : l’analyse des composantes harmoniques d’un son de hautbois a permis d’imposer, lors de la resynthèse, certaines incohérences vibratoires, en l’occurrence des modulations de fréquence différentes pour les partiels pairs et pour les partiels impairs. À l’audition, le son est scindé en deux : le premier, formé des harmoniques impairs évoque le timbre d’une clarinette, le second, formé des harmoniques pairs évoque plutôt une voix située une octave plus haut. Roger Reynolds a utilisé ces résultats dans son œuvre Archipelago, œuvre mixte pour bande et hautbois.

### Intégration
La fusion est très proche d’un autre phénomène : l’intégration ; il ne s’agit plus alors de la perception de vibrations élémentaires sinusoïdales, c’est-à-dire de la dimension de hauteur, mais de l’aptitude de l’auditeur à distinguer les jeux de différents instruments à l’intérieur d’une masse orchestrale. Une étude tenue à l'IRCAM a prouvé que l’oreille effectue deux opérations simultanées : l’une consiste à séparer les sons des différents instruments, et l’autre à les additionner. Au terme de cette étude, il semble que si l’auditeur peut distinguer différents timbres dans un ensemble hétérogène, c’est parce que, même si ceux-ci sont suffisamment bien accordés entre eux pour que leur combinaison soit musicalement viable, ils n’ont pas une précision suffisante dans leur synchronisme vibratoire. Depuis les travaux fondamentaux de Stumpf dans ce domaine, on savait que la reconnaissance du timbre passe principalement par celle des transitoires, et qu’un asynchronisme, même mineur, des attaques des partiels d’un son complexe suffisait à en différer la fusion (Carl Stumpf fit paraître en 1883 son ouvrage Tonpsychologie. Sa théorie va à l'encontre de celle d'Helmholtz, purement psychophysique). On découvre à présent que le cerveau sait intégrer les harmoniques d’un instrument qui sont parfaitement synchrones et reliées par des proportions entières mais qu’il opère une ségrégation entre deux instruments du fait qu’il existe toujours un décalage même infime entre leurs harmoniques, alors même qu’ils jouent la même note. L’intervalle entre deux harmoniques ne semble donc pas jouer de rôle prédominant dans la perception consciente de la simultanéité. Si une voix soliste peut se distinguer par-dessus l'orchestre qui l’accompagne, l’expérience prouve que la raison en est, en partie, dans le caractère asynchrone de leurs harmoniques, et pas seulement dans leurs intensités respectives (heureusement pour la voix).